# El Peñol
El Peñol – miasto w Kolumbii, w departamencie Antioquia.